# Quercus emoryi
Quercus emoryi ist eine Pflanzenart aus der Gattung der Eichen (Quercus) innerhalb der Familie der Buchengewächse (Fagaceae). Ein englischsprachiger Trivialname ist Emory oak, ein spanischsprachiger Trivialname ist Bellota.
Für die indigene Bevölkerung, insbesondere die Westlichen Apachen, sind die Chi ch’il (Eicheln) eine wichtige Nahrungsquelle und werden auch heute in Zeremonien, traditioneller wie auch modernen Küche noch verwendet, da sie relativ süß sind und wenig Bitterstoffe enthalten.

## Beschreibung

### Vegetative Merkmale
Quercus emoryi ist ein halbimmergrüner, langsamwüchsiger Strauch oder Baum mit kurzem Stamm der bis über 15 Meter, selten bis über 20 Meter hoch wächst. Der Stammdurchmesser erreicht bis über 90 Zentimeter, selten bis über 150 Zentimeter. Die längs- bis würfelrissige Borke ist grau-braun bis gräulich.
Die wechselständigen und kurz gestielten Laubblätter sind 3 bis 8 Zentimeter lang. Sie sind dickledrig, steif, eiförmig bis verkehrt-eiförmig, spitz bis stumpf, teils stachelspitzig und an der Basis leicht herzförmig oder abgerundet bis spitz. Ihr Rand ist ganz bis mehr oder weniger, kürzer oder länger, grannen- oder stachelspitzig oft geschweift bis entfernt gezähnt. Die Blattoberseite ist dunkelgrün, kahl bis schwach behaart und die Unterseite heller sowie kahl bis schwach behaart.

### Generative Merkmale
Die Eicheln sind 1,5 bis 2 Zentimeter lang und schwärzlich-braun. Sie wachsen einzeln oder in Paaren. Die Zahl der Eicheln kann stark schwanken und bis zu 15.500 Eicheln pro Baum erreichen. Die Eicheln reifen innerhalb von einer Saison und können regional unterschiedlich von Juni bis September ausgereift sein. Vom Baum gefallen, bleiben sie für etwa 2 Monate keimfähig, tun dies oft aber bereits innerhalb von 30 Tagen.

## Ökologie
Die Eicheln von Quercus emoryi reifen 6 bis 8 Monate nach der Bestäubung.
Ihr Kern ist süß und daher als Nahrung für viele Säugetiere und Vögel bedeutsam.

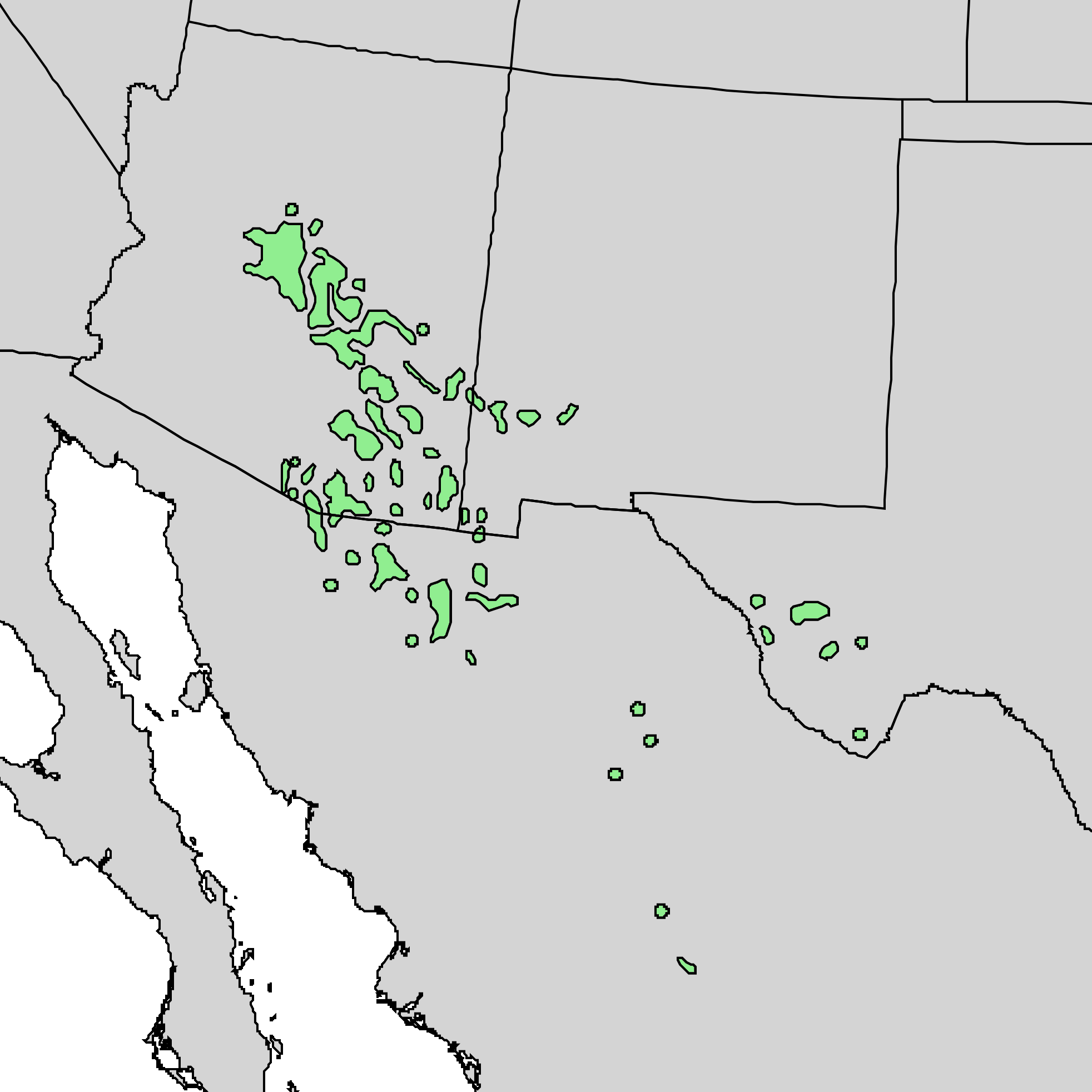
Natürliches Verbreitungsgebiet

## Vorkommen und Gefährdung
Quercus emoryi kommt in den südwestlichen USA in Arizona (einschließlich Saguaro National Park), New Mexico, im westlichen Texas (einschließlich Big Bend National Park) und im nördlichen Mexiko in Sonora, Chihuahua, Coahuila (einschließlich Parque Nacional Maderas del Carmen), Durango, Nuevo León und San Luis Potosí vor. Typischerweise wächst sie auf trockenen Hügeln mittlerer Höhenlagen.
Von der IUCN wird 2017 Quercus emoryi als „least concern“ = „ungefährdet“ eingestuft.
Die Emory Oak Collaborative Tribal Restoration Initiative bemüht sich um die Erforschung und den Erhalt der Art, deren Bestände durch zunehmende Trockenheit, das Abgrasen junger Bäume durch Viehbestände und die Unterdrückung von Buschfeuern, ein wichtiger Teil der Regeneration des Ökosystems, stark abnehmen.
In Regionen mit Viehbestand wurde festgestellt, dass es praktisch keine gesunden Bäume mit einzelnem Stamm im Alter von 10 bis 50 Jahren gibt. Die gefundenen Pflanzen dieses Alters ähnelten eher Büschen mit kleinen Trieben und kaum Eicheln.

## Systematik
Die Erstbeschreibung von Quercus emoryi erfolgte 1848 durch John Torrey in William Hemsley Emory: Notes of a Military Reconnoissance, S. 151, Tafel 9.
Das Artepitheton emoryi ehrt den Vermesser der United States Army, Lieutenant William Hemsley Emory, der das Gebiet von West-Texas zu vermessen hatte, wo Quercus emoryi 1846 entdeckt wurde. Synonyme für Quercus emoryi Torr. sind: Quercus balsequillana Trel., Quercus duraznillo Trel., Quercus hastata Liebm.
Quercus emoryi gehört zur Sektion Lobatae in der Untergattung Quercus innerhalb der Gattung Quercus.

## Verwendung
Die Eicheln sind essbar, sie enthalten nur geringe Mengen an Bitterstoffen und sind leicht süß.
Die Dilzhe’e (auch Tonto Apachen), Teil der Westlichen Apachen, nennen den Monat August "chi ch’il Naa na’ de" (Wenn die Eicheln fallen). Nach der Ernte werden die Eicheln getrocknet und dann vielfältig eingesetzt: zerstoßen als Snack oder zu Mehl gemahlen als Teil von Soßen und Eintöpfen oder zum Backen. Eine heute noch bevorzugte Verwendung ist ein Eintopf aus Querrippen von Rind, zu dem am Ende der Garzeit das Mehl aus Eicheln gegeben wird und die Flüssigkeit zu einem Brei bindet.